# Ronneby tingsrätt
Ronneby tingsrätt var en tingsrätt i Blekinge län. Ronneby tingsrätts domsaga omfattade Ronneby kommun. Domsagan låg under Hovrätten över Skåne och Blekinge. Tingsrätten hade kansli i Ronneby. Tingsrätten med dess domsaga uppgick den 1 juli 2001 i Blekinge tingsrätt och dess domsaga.

## Administrativ historik
Tingsrätten och domsagan bildades vid tingsrättsreformen 1971 av Östra och Medelstads domsagas tingslag och dess häradsrätt. Domsagan omfattade vid bildandet Fridlevstad, Hasslö, Jämjö, Nättraby och Rödeby och Ronneby kommuner. 1974 överfördes kommunerna Fridlevstad, Hasslö, Jämjö, Nättraby och Rödeby till Karlskrona domsaga, då de införlivades i Karlskrona kommun.
Namnet var före 1975 Östra och Medelsta tingsrätt.
Tingsrätten med dess domsaga uppgick 1 juli 2001 i Blekinge tingsrätt och dess domsaga.

## Lagmän
- 1971-1983: Harald Kastrup
- 1983-1993: Olle Palenius
- 1993-1999: Jan Bergendahl
- 2000-2001: Peter Rosén